# Rudolf Harms
Rudolf Harms (* 21. März 1901 in Hannover; † 25. August 1984 in Schmitten) war ein deutscher Schriftsteller, Journalist, Filmkritiker und Biograf.

## Leben
Rudolf Harms wurde 1922 an der Universität Leipzig mit seiner bei Hans Driesch geschriebenen Dissertation Untersuchungen zur Ästhetik des Spielfilms promoviert. Die Studie war eine der ersten Dissertationen zu ästhetischen Fragen des Mediums Film in Deutschland. Sie erschien 1926 unter dem Titel Philosophie des Films als Buch, das bald auch ins Russische übersetzt wurde. Harms arbeitete zunächst als Reklametexter, anschließend als Filmkritiker und Versteigerer in Berlin. Aus Abneigung gegen das Naziregime legte er sich Schweigen auf. In der Nachkriegszeit verfasste Harms Erzählungen und Roman-Biographien.
Er lebte bis zu seinem Tod in Hunoldstal.

## Werk
Rudolf Harms war vor allem Roman-Biograph historischer Gestalten, die er mit starkem psychologischen Einfühlungsvermögen und genauen Detailkenntnissen schilderte. Der Schriftsteller war vom tiefen Humanismus geprägt.

## Werke
- Philosophie des Films. Ästhetische und metaphysische Grundlagen (1926)
- Kulturbedeutung und Kulturgefahren des Films (1927)
- Ein lächerliches Wesen (1948)
- Frühes Licht und später Stern. Die abenteuerlichen Reisen des Marco Polo (1959)
- Cagliostro. Der Lebensroman eines genialen Schwindlers (1960)
- Paracelsus. Der Lebensroman eines großen Arztes (1961)
- Robespierre. Ein biographischer Roman (1962)
- Semmelweis. Retter der Mütter. Ein biographischer Roman (1964)
- Robert Koch. Arzt und Forscher. Ein biographischer Roman (1966)